# Kathleen Hicks

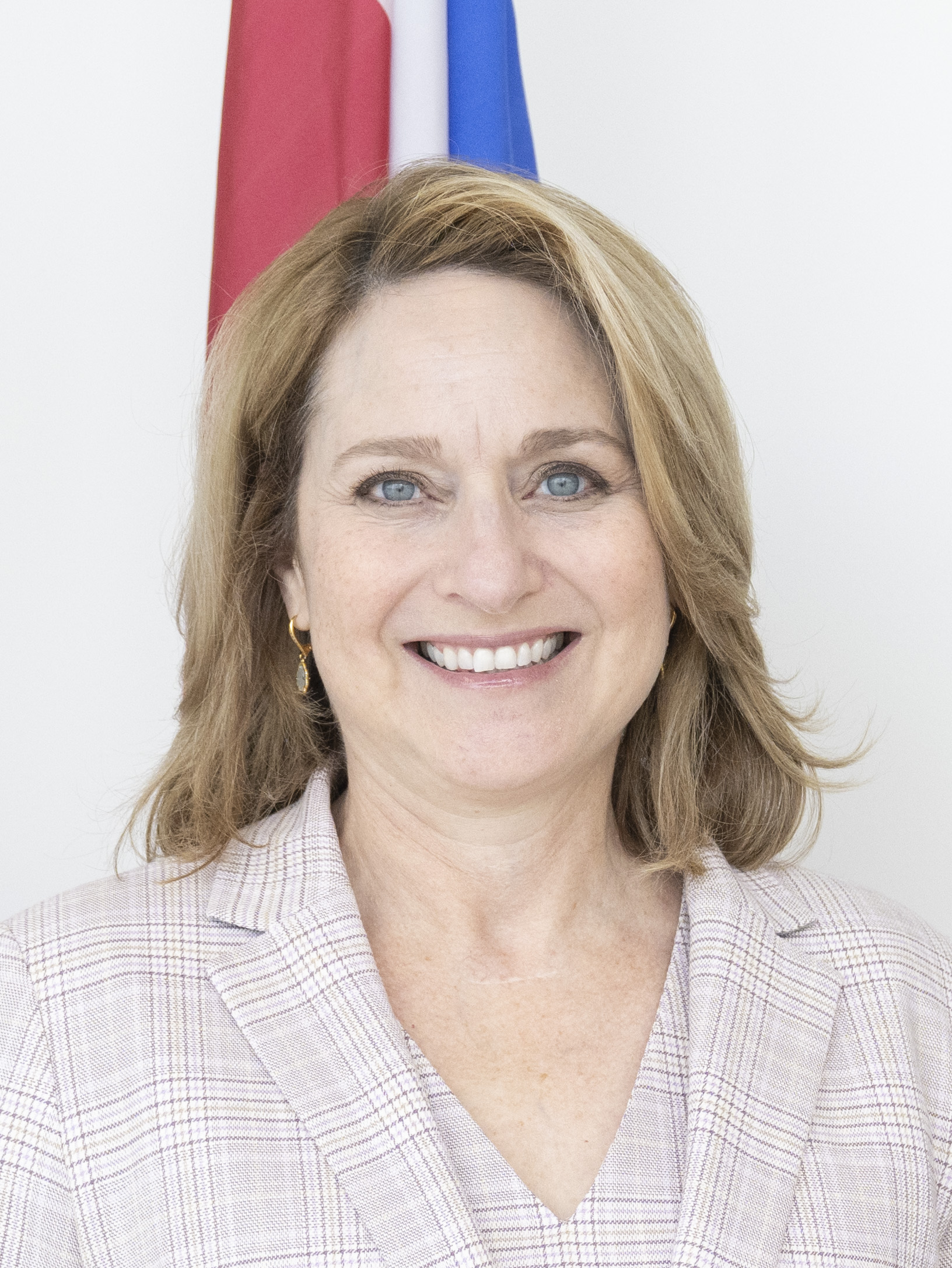
Kathleen Hicks (2024)

Kathleen Holland Hicks (* 25. September 1970 in Fairfield, Kalifornien) ist eine US-amerikanische Politikwissenschaftlerin, Regierungsangestellte und Mitarbeiterin am Center for Strategic and International Studies. Der President-elect Joe Biden hat sie am 30. Dezember 2020 zur United States Deputy Secretary of Defense (stellvertretende Verteidigungsministerin) als erste Frau überhaupt nominiert. Der US-Senat hat sie am 8. Februar 2021 bestätigt. Ihre Aufgabe ist die Modernisierung der nuklearen Abschreckung.

## Leben
Hicks besuchte mit einem B.A.-Abschluss in Geschichte und Politik das Mount Holyoke College bis 1991, wo sie magna cum laude und mit Phi Beta Kappa Ehren abschloss. 1993 erwarb sie den M.P.A. in Studien der nationalen Sicherheit an der University of Maryland, College Park. Hicks legte den Ph.D. in Politikwissenschaft am Massachusetts Institute of Technology 2010 ab. Die Dissertation behandelte Change Agents: Who Leads and Why in the Execution of US National Security Policy.
Von 1993 bis 2006 machte Hicks eine Karriere in der Verwaltung des Verteidigungsministeriums, erst im Presidential Management Fellows Program, später im Senior Executive Service. Sie war Senior Fellow am Center for Strategic and International Studies (CSIS) von 2006 bis 2009, wo sie eine Reihe von Forschungen zur nationalen Sicherheit leitete.
2009 wurde Hicks von Barack Obama zur „deputy under secretary of defense, strategic plans and forces“ (Stellvertretende Unterstaatssekretärin für Verteidigung, strategische Planung und Streitkräfte) ernannt. 2012 wurde sie eine der Hauptstellvertreterinnen für Politik. In diesem Amt war sie 2010 aktiv für das Quadrennial Defense Review und 2012 für das Defense Strategic Guidance. Hicks war eine vom Präsidenten ernannte Beauftragte der Nationalen Kommission zur Zukunft des Heeres (army).
Hicks ist 2020 Senior Vizepräsident, auf dem Henry A. Kissinger Lehrstuhl, und Direktorin des Internationalen Sicherheitsprogramms des CSIS. Sie lehrt auch als Donald Marron scholar am Kissinger Center for Global Affairs an der Paul H. Nitze School of Advanced International Studies.
Im Dezember 2020 wurde sie von Präsident Joe Biden für die Rolle als Deputy Secretary of Defense vorgeschlagen. Am 8. Februar 2021 wurde sie vom Senat bestätigt und am 9. Februar vereidigt. Sie ist die erste Frau, die für dieses Amt vom Senat bestätigt wurde und die ranghöchste Frau im Verteidigungsministerium der Vereinigten Staaten.
Im Januar 2024 gab der Secretary of Defense Lloyd Austin seine Tätigkeit aufgrund eines Aufenthalts im Krankenhaus an Hicks ab. Dies wiederholte er im Februar, während eines erneuten Krankenhausaufenthalts.
Sie ist die Tochter des US-Konteradmirals William J. Holland, verheiratet mit Thomas Hicks und Mutter von drei Kindern.

## Positionen
Im April 2020 publizierte sie einen Artikel gegen den Abzug von US-Streitkräften aus Deutschland, den US-Präsident Trump geplant hatte.

## Schriften
- Kathleen Hicks, Eric Ridge: Planning for Stability Operations: The Use of Capabilities-based Approaches. Hrsg.: Center for Strategic Studies. 2007, ISBN 978-0-89206-515-8 (englisch).
- Kathleen H. Hicks: Invigorating Defense Department Governance: A Beyond Goldwater-Nichols, Phase 4, Report. Hrsg.: Center for Strategic Studies. 2008, ISBN 978-0-89206-528-8 (englisch).
- Kathleen Hicks, Eric Ridge, Warmuth: The Future of U.S. Civil Affairs Forces. Hrsg.: Center for Strategic International Studies. 2008, ISBN 978-0-89206-568-4.
- Jon B. Alterman, Kathleen Hicks: Federated Defense in the Middle East. Hrsg.: Center for Strategic International Studies. 2015, ISBN 978-1-4422-5881-5 (englisch).
- Kathleen Hicks, Lisa Sawyer Samp, Andrew Metrick: Undersea Warfare in Northern Europe. Rowman & Littlefield, 2017, ISBN 978-1-4422-5968-3 (englisch).
- Kathleen H. Hicks, Lisa Sawyer Samp: Recalibrating U.S. Strategy toward Russia: A New Time for Choosing. Rowman & Littlefield, 2017, ISBN 978-1-4422-8006-9.

## Einzelbelege
1. ↑  PN79-5 - Nomination of Kathleen Holland Hicks for Department of Defense, 117th Congress (2021-2022). 8. Februar 2021, abgerufen am 3. Mai 2021.
2. ↑  Paul McLeary: DepSecDef Will Run Most Missile Defense, Nuke Modernization; SecDef Recused. In: Breaking Defense. Abgerufen am 3. Mai 2021 (amerikanisches Englisch).
3. ↑  Biography: Commission on the National Defense Strategy for the United States. (PDF) Abgerufen am 1. Januar 2021 (englisch).
4. ↑  A forum for female voices in international security. Abgerufen am 2. Januar 2021 (englisch).
5. ↑  A forum for female voices in international security. Abgerufen am 1. Januar 2021 (englisch).
6. ↑  Laura Rozen: Pentagon appointments. In: Foreign Policy. Abgerufen am 1. Januar 2021 (amerikanisches Englisch).
7. ↑  Kate Sullivan and MJ Lee CNN: Biden names Kathleen Hicks as first woman deputy defense secretary. Abgerufen am 1. Januar 2021.
8. ↑  Hope Hodge Seck: Biden Taps Kathleen Hicks to Be the Pentagon's First Female Deputy SecDef. 30. Dezember 2020, abgerufen am 1. Januar 2021 (englisch).
9. ↑  Joe Gould: Senate confirms Hicks as DoD’s No. 2. In: Defense News. 9. Februar 2021, abgerufen am 12. Februar 2024 (englisch).
10. ↑  DOD Announces New Deputy Secretary of Defense. In: Department of Defense. Abgerufen am 12. Februar 2024 (amerikanisches Englisch).
11. ↑  Lara Seligman: Kathleen Hicks is Biden’s pick to be first female deputy Defense secretary. In: Politico. 30. Dezember 2020, abgerufen am 12. Februar 2024 (englisch).
12. ↑  Alexander Ward, Matt Berg: The 3 biggest questions of the Austin saga. In: Politico. 8. Januar 2024, abgerufen am 12. Februar 2024 (englisch).
13. ↑  Courtney Kube, Angela Yang: Lloyd Austin hospitalized for a bladder issue; duties transferred to deputy defense secretary. In: NBC News. 12. Februar 2024, abgerufen am 12. Februar 2024 (englisch).
14. ↑  Catherine Macaulay: Who’s Who in Defense: Kathleen Hicks, Deputy Secretary Of Defense. In: breakingdefense.com. 19. Februar 2021, abgerufen am 12. Februar 2024 (amerikanisches Englisch).
15. ↑  Anjelica Tan: Pentagon action to withdraw from Germany benefits our adversaries. 4. August 2020, abgerufen am 1. Januar 2021 (englisch).

| Personendaten    | Personendaten                                        |
| ---------------- | ---------------------------------------------------- |
| NAME             | Hicks, Kathleen                                      |
| ALTERNATIVNAMEN  | Hicks, Kathleen Anne Holland (vollständiger Name)    |
| KURZBESCHREIBUNG | US-amerikanische Politikerin und Sicherheitsexpertin |
| GEBURTSDATUM     | 25. September 1970                                   |
| GEBURTSORT       | Fairfield (Kalifornien)                              |